# Triple Corona (polo)
Se denomina Triple Corona en polo a los tres torneos de alto hándicap de la temporada de primavera que se juegan en Argentina. Estos son el Campeonato Abierto del Tortugas Country Club, el Campeonato Abierto de Hurlingham y el Campeonato Argentino Abierto de Polo (también conocido como “Abierto de Palermo”). Este último es considerado el torneo de polo interclubes más importante del mundo. Estos torneos son denominados “abiertos” porque el marcador en todos sus partidos comienza sin goles y los equipos participantes deben contar con un mínimo de 28 goles de hándicap. Si bien no hay un título oficial de “ganador de la Triple Corona” en caso de que un equipo gane los tres torneos en un mismo año, el hecho que esto ocurra es un hito de sublime importancia en el mundo del polo y los equipos que lo logran son altamente reconocidos por ello.
Coronel Suárez es el máximo ganador en la historia al lograr la Triple Corona en 4 oportunidades, entre 1972 y 1977.
La Dolfina es el único equipo en la historia en ganar la Triple Corona de manera tres veces consecutivas, entre 2013 y 2015.

## Torneos de la Triple Corona del Polo Argentino

### Abierto del Tortugas Country Club
El Abierto del Tortugas Country Club, el primero que se juega cronológicamente en la temporada, se juega desde 1930 en las instalaciones del Tortugas Country Club de la localidad bonaerense de Tortuguitas. A diferencia de los otros dos grandes Abiertos, este torneo lo juegan únicamente los 6 equipos de mayor hándicap de la temporada (los otros torneos lo juegan además otros dos equipos que deben clasificar en un torneo preliminar).

### Abierto de Hurlingham
Es el torneo abierto de polo más antiguo del mundo. Es organizado y disputado en el Hurlingham Club cuya fundación se remonta a 1888. Para 1890 el Club organiza un primer torneo y en 1893 se da lugar al primer Campeonato Abierto de Hurlingham. El primer campeón fue nada menos que el local, el equipo Hurlingham, que luego sería también campeón de la primera edición del Abierto de Palermo.

### Abierto Argentino de Polo
El Campeonato Argentino Abierto de Polo, al igual que el Abierto de Hurlingham, inauguró su primera edición en 1893, aunque en ese tiempo se llamó River Plate Polo Championship (la actual Asociación Argentina de Polo se llamaba The River Plate Polo Association). En sus primeras tres ediciones este torneo se jugaba en dos etapas: la primera en Hurlingham Club, en la Provincia de Buenos Aires; y la segunda en la ciudad de Cañada de Gómez, en la Provincia de Santa Fe. A partir de 1896 se jugó íntegramente en la Ciudad de Buenos Aires. Pero no fue hasta 1923 en que la Asociación Argentina de Polo adoptó su actual denominación y el torneo pasó a llamarse Campeonato Argentino Abierto de Polo y se empezó a jugar en su actual casa: el Campo Argentino de Polo ubicado en el barrio porteño de Palermo.

## Ganadores de la Triple Corona del Polo Argentino
- Coronel Suárez: 4 (1972, 1974, 1975 y 1977)
- La Dolfina: 3 (2013, 2014 y 2015)
- Ellerstina: 2 (1994 y 2010)
- Santa Ana: 1 (1973)
- La Aguada: 1 (2003)